# Elizabeth Gutiérrez
Elizabeth Gutiérrez est une actrice et mannequin américaine d'origine mexicaine.

## Biographie
Elizabeth a des parents mexicains : son père est  originaire de Jalisco et sa mère de Durango. Elle est la plus jeune de six sœurs et un frère. Elle passe cinq ans à Jalisco où elle étudie au collège de Monjas, ou dans un collège dirigé par des religieuses, d’après les bons traducteurs. Puis elle émigre avec sa famille aux États-Unis.
Depuis 2003, elle est en couple avec l'acteur William Levy rencontré sur une télé-réalité las Protagonistas de novela 2. Ils ont eu 2 enfants, Christopher, né en 2004 et Kailey, née en 2010.

## Carrière
Elizabeth Gutiérrez fait ses débuts en commençant par travailler comme mannequin dans The Price Is Right. Elle participe à la deuxième saison du reality show, Protagonistas de Novela.
En 2005, elle commence à jouer dans les telenovelas, par le rôle de l'antagoniste Isabela dans Olvidarte Jamas de Venevisión International. Elle quitte le rôle 12 épisodes avant la fin à cause de sa première grossesse avec William Levy. L'année suivante, elle joue le personnage de Paola dans Acorralada mais le quitte pour tenir le rôle principal dans Amor comprado. 
En 2007, elle joue le rôle principal dans Isla Paraíso, une mini-novela de 15 épisodes de 2 minutes produite par Venevisión et publiée sur internet.
En 2008, elle prend un autre rôle principal, cette fois dans la production El rostro de Analía de Telemundo. La telenovela est diffusée dans plus de 50 pays. Le fait de participer à une des plus populaires telenovelas de Telemundo apporte à Gutiérrez une célébrité mondiale. En 2009, elle tient le rôle de Priscila dans Bella Calamidades pour jouer une antagoniste dans la cinquième adaptation de Corazón salvaje. Les critiques accueillent favorablement la performance d'Elizabeth Gutiérrez.
Elizabeth continue en jouant un rôle principal dans El fantasma de Elena. Cette telenovela n'a pas le succès attendu aux États-Unis mais est plus appréciée ailleurs. Elle est vendue dans 70 pays. Elizabeth tourne le pilote pour La Mala, La Buena y La Tonta mais quitte le projet en faveur de El Fantasma de Elena. Elle apparaît aussi dans le show dansant ¡Mira Quien Baila! sur Univision. En 2012, elle accepte le rôle de Mariana San Lucas, une femme qui hésite entre un père et son fils, dans El rostro de la venganza. Elle quitte prématurément cette telenovela.

## Filmographie

### Telenovelas
- 2005 : Olvidarte jamás : Isabella[2]
- 2006-2007 : Acorralada : Paola Irazabal[3]
- 2007-2008 : Amor comprado : Mariana[4]
- 2008-2009 : El rostro de Analía : Ana Lucía Moncada / Mariana Andrade de Montiel[5]
- 2009 : Corazón salvaje : Rosenda[6]
- 2010-2011 : El fantasma de Elena : Elena Lafé
- 2012 : El rostro de la venganza : Mariana San Lucas
- 2017 : Milagros de Navidad : Lolita

### Reality Shows
- 2003 : Protagonistas de novela : elle-même[7]
- 2011 : Mira quien baila